# Copa Davis Juvenil 2014
La Copa Davis Juvenil de 2015 es la 31.ª edición del torneo de tenis junior masculino. Participan dieciséis equipos, agrupados en cuatro grupos de cuatro países.

## Participan
| - Alemania - Argentina - Bolivia - Brasil | - China Taipéi - Corea del Sur - Egipto - Estados Unidos | - Estonia - Francia - Hong Kong - Italia | - Japón - México - Sudáfrica - Suecia |

## Eliminatoria

### Grupo A
| País      | Jugados | Ganados | Perdidos | Puntos | Partidos (G-P) | Sets (G-P) | Juegos (G-P) |
| --------- | ------- | ------- | -------- | ------ | -------------- | ---------- | ------------ |
| Francia   | 3       | 3       | 0        | 3      | 8-1            | 17-5       | 124-82       |
| Brasil    | 3       | 2       | 1        | 2      | 6-3            | 14-7       | 102-82       |
| Hong Kong | 3       | 1       | 2        | 1      | 3-6            | 8-13       | 98-106       |
| Egipto    | 3       | 0       | 3        | 0      | 1-8            | 2-16       | 50-104       |

### Grupo B
| País          | Jugados | Ganados | Perdidos | Puntos | Partidos (G-P) | Sets (G-P) | Juegos (G-P) |
| ------------- | ------- | ------- | -------- | ------ | -------------- | ---------- | ------------ |
| Corea del Sur | 3       | 3       | 0        | 3      | 8-1            | 17-5       | 123-90       |
| Italia        | 3       | 2       | 1        | 2      | 5-4            | 13-8       | 108-90       |
| Estonia       | 3       | 1       | 2        | 1      | 3-6            | 8-13       | 96-112       |
| México        | 3       | 0       | 3        | 0      | 2-7            | 4-16       | 73-108       |

### Grupo C
| País      | Jugados | Ganados | Perdidos | Puntos | Partidos (G-P) | Sets (G-P) | Juegos (G-P) |
| --------- | ------- | ------- | -------- | ------ | -------------- | ---------- | ------------ |
| Japón     | 3       | 3       | 0        | 3      | 7-2            | 14-6       | 115-85       |
| Argentina | 3       | 2       | 1        | 2      | 6-3            | 14-7       | 111-89       |
| Suecia    | 3       | 1       | 2        | 1      | 3-6            | 7-12       | 80-99        |
| Sudáfrica | 3       | 0       | 3        | 0      | 2-7            | 5-15       | 78-111       |

### Grupo D
| País           | Jugados | Ganados | Perdidos | Puntos | Partidos (G-P) | Sets (G-P) | Juegos (G-P) |
| -------------- | ------- | ------- | -------- | ------ | -------------- | ---------- | ------------ |
| Estados Unidos | 3       | 3       | 0        | 3      | 9-0            | 18-2       | 118-54       |
| China Taipéi   | 3       | 2       | 1        | 2      | 5-4            | 10-10      | 84-102       |
| Alemania       | 3       | 1       | 2        | 1      | 2-7            | 9-14       | 102-116      |
| Bolivia        | 3       | 0       | 3        | 0      | 2-7            | 4-15       | 67-99        |

## Play-Off
|  | Semifinales    | Semifinales    |   |         | Final         | Final |  |
|  |                |                |   |         |               |       |  |
|  |                |                |   |         |               |       |  |
|  | Francia        | 1              |   |         |               |       |  |
|  | Corea del Sur  | 2              |   |         |               |       |  |
|  |                |                |   |         |               |       |  |
|  |                |                |   |         |               |       |  |
|  |                |                |   |         | Corea del Sur | 0     |  |
|  |                | Estados Unidos | 3 |         |               |       |  |
|  |                |                |   |         |               |       |  |
|  |                |                |   |         |               |       |  |
|  |                |                |   |         | Tercer lugar  |       |  |
|  |                |                |   |         |               |       |  |
|  | Japón          | 0              |   | Francia | 2             |       |  |
|  | Estados Unidos | 3              |   |         | Japón         | 1     |  |

## Puestos del 5 al 8
|  | 5° al 8°     | 5° al 8°  |   |        | 5 y 6°       | 5 y 6° |  |
|  |              |           |   |        |              |        |  |
|  |              |           |   |        |              |        |  |
|  | Brasil       | 2         |   |        |              |        |  |
|  | Italia       | 1         |   |        |              |        |  |
|  |              |           |   |        |              |        |  |
|  |              |           |   |        |              |        |  |
|  |              |           |   |        | Brasil       | 3      |  |
|  |              | Argentina | 0 |        |              |        |  |
|  |              |           |   |        |              |        |  |
|  |              |           |   |        |              |        |  |
|  |              |           |   |        | 7 y 8°       |        |  |
|  |              |           |   |        |              |        |  |
|  | Argentina    | 2         |   | Italia | 3            |        |  |
|  | China Taipéi | 1         |   |        | China Taipéi | 0      |  |

## Puestos del 9 al 12
|  | 9° al 12° | 9° al 12° |   |           | 9 y 10°  | 9 y 10° |  |
|  |           |           |   |           |          |         |  |
|  |           |           |   |           |          |         |  |
|  | Hong Kong | 0         |   |           |          |         |  |
|  | Estonia   | 3         |   |           |          |         |  |
|  |           |           |   |           |          |         |  |
|  |           |           |   |           |          |         |  |
|  |           |           |   |           | Estonia  | 1       |  |
|  |           | Alemania  | 2 |           |          |         |  |
|  |           |           |   |           |          |         |  |
|  |           |           |   |           |          |         |  |
|  |           |           |   |           | 11 y 12° |         |  |
|  |           |           |   |           |          |         |  |
|  | Suecia    | 1         |   | Hong Kong | 2        |         |  |
|  | Alemania  | 2         |   |           | Suecia   | 1       |  |

## Puestos del 13 al 16
|  | 13° al 16° | 13° al 16° |   |        | 13 y 14°  | 13 y 14° |  |
|  |            |            |   |        |           |          |  |
|  |            |            |   |        |           |          |  |
|  | Egipto     | 1          |   |        |           |          |  |
|  | México     | 2          |   |        |           |          |  |
|  |            |            |   |        |           |          |  |
|  |            |            |   |        |           |          |  |
|  |            |            |   |        | México    | 1        |  |
|  |            | Bolivia    | 2 |        |           |          |  |
|  |            |            |   |        |           |          |  |
|  |            |            |   |        |           |          |  |
|  |            |            |   |        | 15 y 16°  |          |  |
|  |            |            |   |        |           |          |  |
|  | Sudáfrica  | 0          |   | Egipto | 0         |          |  |
|  | Bolivia    | 3          |   |        | Sudáfrica | 3        |  |

## Resultado final
| #                 | País           |
| ----------------- | -------------- |
| Medalla de oro    | Estados Unidos |
| Medalla de plata  | Corea del Sur  |
| Medalla de bronce | Francia        |
| 4                 | Japón          |
| 5                 | Brasil         |
| 6                 | Argentina      |
| 7                 | Italia         |
| 8                 | China Taipéi   |
| 9                 | Alemania       |
| 10                | Estonia        |
| 11                | Hong Kong      |
| 12                | Suecia         |
| 13                | Bolivia        |
| 14                | México         |
| 15                | Sudáfrica      |
| 16                | Egipto         |